# Revenge Tour

Revenge Tour est une tournée effectuée par Eurythmics en 1986/1987 en support de leur dernier album en date à cette époque, Revenge, dont six chansons sont interprétées chaque soir.
Elle a également permis aux fans de pouvoir entendre six titres tirés de l'album précédent Be Yourself Tonight qui lui n'avait pas donné lieu à tournée.
Cette tournée marque une évolution notable dans le son du groupe, plus pop/rock traditionnel avec des couleurs rhythm & blues apportées entre autres par la voix de Joniece Jamison et les interventions à l'harmonica et au saxophone de Jimmy 'Z' Zavala.

## Set List
Pas de changement de setlist connue d'un soir sur l'autre.
1. Sexcrime (1984)
2. Let's Go
3. I Love You Like a Ball and Chain
4. The Last Time
5. Here Comes the Rain Again
6. It's Alright (Baby's Coming Back)
7. When Tomorrow Comes
8. There Must Be an Angel (Playing With My Heart)
9. Who's That Girl
10. Conditioned Soul
11. Right By Your Side
12. Thorn in My Side
13. Sweet Dreams (Are Made of This)
14. Would I Lie to You?
15. Missionary Man
16. Sisters Are Doing It for Themselves
17. The Miracle of Love

## Dates de concerts
Juillet 1986 - Mars 1987
Lors du concert du 2 décembre 1986 donné au Nec de Birmingham devant 10 000 personnes, Annie Lennox déchire son soutien-gorge durant Missionnry Man.
Le concert du 14 février 1987 à Sydney a été enregistré et utilisé pour la vidéo Eurythmics Live.

## Groupe
- Annie Lennox
- Dave Stewart
- Clem Burke - batterie
- Joniece Jamison - chœurs
- Chucho Merchan - basse
- Patrick Seymour - claviers
- Jimmy 'Z' Zavala - saxophone & harmonica